# Европско првенство у атлетици у дворани 2019 — штафета 4 × 400 метара за жене
Трка штафета на 4 х 400 м у женској конкуренцији на 35. Европском првенству у дворани 2019. у Глазгову одржано је 3. марта у Емиратес арени.
Титулу освојену у Београду 2017. одбранила је штафета Пољске.
На првенству је учествовало 6 првопласираних женских штафета у 2018. години.
- 3:25,91 — Француска;
- 3:26,17 — Пољска;
- 3:26,48 — Уједињено Краљевство;
- 3:27,63 — Италија;
- 3:27,69 — Белгија;
- 3:29,46 — Швајцарска;

## Земље учеснице
Учествовало је 24 такмичарке из 6 земаља.
1. Белгија (4)
2. Италија (4)
3. Пољска (4)
4. Уједињено Краљевство (4)
5. Француска (4)
6. Швајцарска (4)

## Рекорди
| Рекорди пре почетка Европског првенства 2019. | Рекорди пре почетка Европског првенства 2019.                                               | Рекорди пре почетка Европског првенства 2019. | Рекорди пре почетка Европског првенства 2019. | Рекорди пре почетка Европског првенства 2019. |
| --------------------------------------------- | ------------------------------------------------------------------------------------------- | --------------------------------------------- | --------------------------------------------- | --------------------------------------------- |
| Светски рекорд                                | Русија · (Јулија Гушчина, Олга Котљарова, Олга Зајцева, Олесија Красномовец)                | 3:23,37                                       | Глазгов, Уједињено Краљевство                 | 28. јануар 2006.                              |
| Европски рекорд                               | Русија · (Јулија Гушчина, Олга Котљарова, Олга Зајцева, Олесија Красномовец)                | 3:23,37                                       | Глазгов, Уједињено Краљевство                 | 28. јануар 2006.                              |
| Рекорди европских првенстава                  | Уједињено Краљевство · (Ејли Чајлд, Шана Кокс, Кристин Охуруогу, Пери Шејкс Дрејтон)        | 3:27,56                                       | Гетеборг, Шведска                             | 3. март 2013.                                 |
| Најбољи светски резултат сезоне у дворани     | Универзитет Тексас (Julia Madubuike, Tierra Robinson-Jones, Jaevin Reed, Syaira Richardson) | 3:29,15                                       | Фејетвил, САД                                 | 23. фебруар 2019.                             |
| Најбољи европски резултат сезоне у дворани    | Украјина · (Катерина Климик, Тетјана Мелник, Анастасија Бризгина, Хана Рижикова)            | 3:33,76                                       | Истанбул, Турска                              | 16. фебруар 2019.                             |

## Сатница
| Датум   | Време |        |
| ------- | ----- | ------ |
| 3. март | 20:40 | Финале |

## Квалификациона норма
| дворана или отворено |
| -------------------- |
| нема норму           |

## Освајачи медаља
| |                                                                              |                                                                                       |
| Пољска · Ана Кјелбасињска, · Ига Баумгарт-Витан, · Малгожата Холуб-Ковалик, · Јустина Свјенти-Ерсетик | Уједињено Краљевство · Лави Нилсен, · Зои Кларк, · Амбер Анинг, · Ајлид Дојл | Италија · Рафаела Боахенг Лукудо, · Ајомиде Фолорунсо, · Кјара Бацони, · Марта Милани |

## Резултати

### Финале
Такмичење је одржано 3. марта у 20:40.
| Пласман | Земља                | Атлетичарке                                                                            | НР      | Резултат | Белешка |
| ------- | -------------------- | -------------------------------------------------------------------------------------- | ------- | -------- | ------- |
|         | Пољска               | Ана Кјелбасињска, Ига Баумгарт-Витан, Малгожата Холуб-Ковалик, Јустина Свјенти-Ерсетик | 3:26,09 | 3:28,77  |         |
|         | Уједињено Краљевство | Лави Нилсен, Зои Кларк, Амбер Анинг, Ајлид Дојл                                        | 3:27,56 | 3:29,55  |         |
|         | Италија              | Рафаела Боахенг Лукудо, Ајомиде Фолорунсо, Кјара Бацони, Марта Милани                  | 3:31,55 | 3:31,90  |         |
| 4.      | Француска            | Дебора Сананес, Амандин Бросје, Калил Амаро, Ањес Рахаролахи                           | 3:28,71 | 3:32,12  |         |
| 5.      | Белгија              | Синтија Болинго Мбонго, Хане Клас, Марго Ван Пујвелде, Камиле Лаус                     | 4:14,42 | 3:32,46  | НР      |
| 6.      | Швајцарска           | Корнелија Халбхир, Леа Шпрунгер, Фанете Хумаир, Јасмин Гигер                           | 3:09,04 | 3:33,72  |         |